# Epicypta costalis
Epicypta costalis är en tvåvingeart som först beskrevs av Loïc Matile 1973.  Epicypta costalis ingår i släktet Epicypta och familjen svampmyggor. Inga underarter finns listade i Catalogue of Life.